# 응오바오쩌우
응오바오쩌우(베트남어: Ngô Bảo Châu 쯔놈: 吳寶珠, IPA: [ŋo ɓa᷉ːʊ̯ cəʊ̯], 1972년 6월 28일 ~ )는 베트남·프랑스의 수학자이다.

## 생애
1972년 하노이에서 외아들로 태어났다. 아버지 응오후이껀(베트남어: Ngô Huy Cẩn)은 베트남 국립 역학 연구소(National Institute of Mechanics)의 교수였으며, 어머니 쩐르우번히엔(베트남어: Trần Lưu Vân Hiền)은 의사였다. 15세에 하노이 과학 대학교 부속 영재 고등학교(베트남어: Trường Trung học phổ thông chuyên Khoa học Tự nhiên, Đại học Quốc gia Hà Nội)에 입학하였다. 11학년·12학년에는 국제수학올림피아드에 참석해 금메달을 땄으며, 특히 11학년때에는 42점 만점을 수여받았다.
원래 헝가리 부다페스트에서 유학하려 하였으나, 공산주의의 몰락으로 인한 정치적 변동 때문에 이는 무산되었다. 대신 응오는 프랑스 에콜 노르말 쉬페리외르에서 석사 후 과정 학위를 취득하였고, 박사 학위는 파리 제11대학에서 밟았다. 1997년에 박사 학위를 취득하였고, 2003년에 하빌리타치온을 취득하였다.
응오는 2004년 클레이 리서치상을 수여받았다. 2005년 33세의 나이로 베트남 최연소 교수가 되었다. 2010년에 필즈상을 수상하였다.
파리 제11대학과 프린스턴 고등연구소의 교수직을 맡았으며, 2010년 9월 1일부터 시카고 대학교의 교수직을 맡고 있다.

## 학력
- ~1989년: 하노이 과학 대학교 부속 영재 고등학교 (졸업)
- ~1992년: 에콜 노르말 쉬페리외르 (석사)
- ~1997년: 파리 제11대학 (박사)

## 주요 업적
응오는 2009년 보형 형식에 대한 기본 보조정리(영어: fundamental lemma)의 증명으로 널리 알려져 있다. 근본 보조정리는 랭글랜즈 프로그램(영어: Langlands program)이라는 연구 분야의 초석을 이룬다. 랭글랜즈 프로그램은 1967년 로버트 랭글랜즈가 당시 정수론의 대가였던 앙드레 베유에게 쓴 편지에서 시작된 것으로, 랭글랜즈는 리만 제타 함수와 관련된 복잡한 함수와 대수적 수 사이의 깊은 연관성에 대해 광범위하게 일반화된 이론을 제시했다. 이것은 대수학, 정수론, 해석학 등 여러 분야를 통합하는 거대한 추측으로, 앤드루 와일스의 모듈러성 정리의 증명이나 로랑 라포르그의 업적은 랭글랜즈 프로그램의 부분적인 프로젝트로 이해될 수 있다.
기본 보조정리의 증명은 2009년 《타임》이 선정한 '올해의 10대 과학적 발견'의 하나로 선정되었고, 이 공로로 2010년 필즈상을 수상하였다.

## 주요 논문
- Ngô, Bao Châu (2008년 1월). “Le Lemme fondamentale pour les algèbres de Lie” (프랑스어). arXiv:0801.0446. Bibcode:2008arXiv0801.0446C.
- Laumon, Gérard; Bao Châu Ngô (2004년 4월). “Le Lemme fondamentale pour les groupes unitaires” (프랑스어). arXiv:math/0404454. Bibcode:2004math......4454L.
- Ngô, Bao Châu (2006년 5월). “Fibration de Hitchin et endoscopie”. 《Inventiones Mathematicae》 (프랑스어) 164 (2): 399–453. arXiv:math/0406599. Bibcode:2004math......6599C. doi:10.1007/s00222-005-0483-7. ISSN 0020-9910. Zbl 1098.14023.